# Șîroka Balka, Dolînska
Șîroka Balka (în ucraineană Широка Балка) este un sat în comuna Novohrîhorivka Perșa din raionul Dolînska, regiunea Kirovohrad, Ucraina.

## Demografie
Componența lingvistică a localității Șîroka Balka
     Ucraineană (97,34%)
     Rusă (2,13%)
     Alte limbi (0,54%)
Conform recensământului din 2001, majoritatea populației localității Șîroka Balka era vorbitoare de ucraineană (97,34%), existând în minoritate și vorbitori de rusă (2,13%).